# Canterbury (음반)
| 전문가 평가                      | 전문가 평가 |
| 평가 점수                        | 평가 점수   |
| 출처                             | 점수        |
| -------------------------------- | ----------- |
| AllMusic                         | [ 1 ]       |
| Collector's Guide to Heavy Metal | 8/10        |
| Classic Rock                     | [ 3 ]       |

《Canterbury》는 영국의 헤비 메탈 밴드 다이아몬드 헤드의 세 번째 스튜디오 음반이다. 이 음반은 1983년에 녹음되어 발매되었으며, 영국 음반 차트에서 32위에 올랐다.

## 배경
이 음반의 제목은 원래 《Making Music》이었으나(음반의 첫 번째 트랙 이후) 나중에 《Canterbury》가 되었다. 이 음반의 성공은 처음에 20,000장의 음반이 바이닐을 누르는 문제를 겪으면서 LP가 뛰게 된 것으로 인해 중단되었다. 게다가, 이 음반은 그들이 헤비 메탈 곡 이상을 쓸 수 있다는 것을 보여주기 위한 밴드의 시도였다. 하지만, 많은 팬들은 이전 음반인 《Borrowed Time》의 더 무거운 후속작을 원했고 진행 방향을 좋아하지 않았다.

## 곡 목록
모든 곡들은 숀 해리스와 브라이언 태틀러에 의해 작사/작곡하였다.
| #  | 제목                     | 재생 시간 |
| -- | ------------------------ | --------- |
| 1. | 〈Makin' Music〉         | 3:51      |
| 2. | 〈Out of Phase〉         | 3:32      |
| 3. | 〈The Kingmaker〉        | 4:12      |
| 4. | 〈One More Night〉       | 4:11      |
| 5. | 〈To the Devil His Due〉 | 6:02      |

| #  | 제목                     | 재생 시간 |
| -- | ------------------------ | --------- |
| 6. | 〈Knight of the Swords〉 | 6:53      |
| 7. | 〈Ishmael〉              | 4:01      |
| 8. | 〈I Need Your Love〉     | 3:03      |
| 9. | 〈Canterbury〉           | 4:58      |